# Magyarország harmadik katonai felmérése

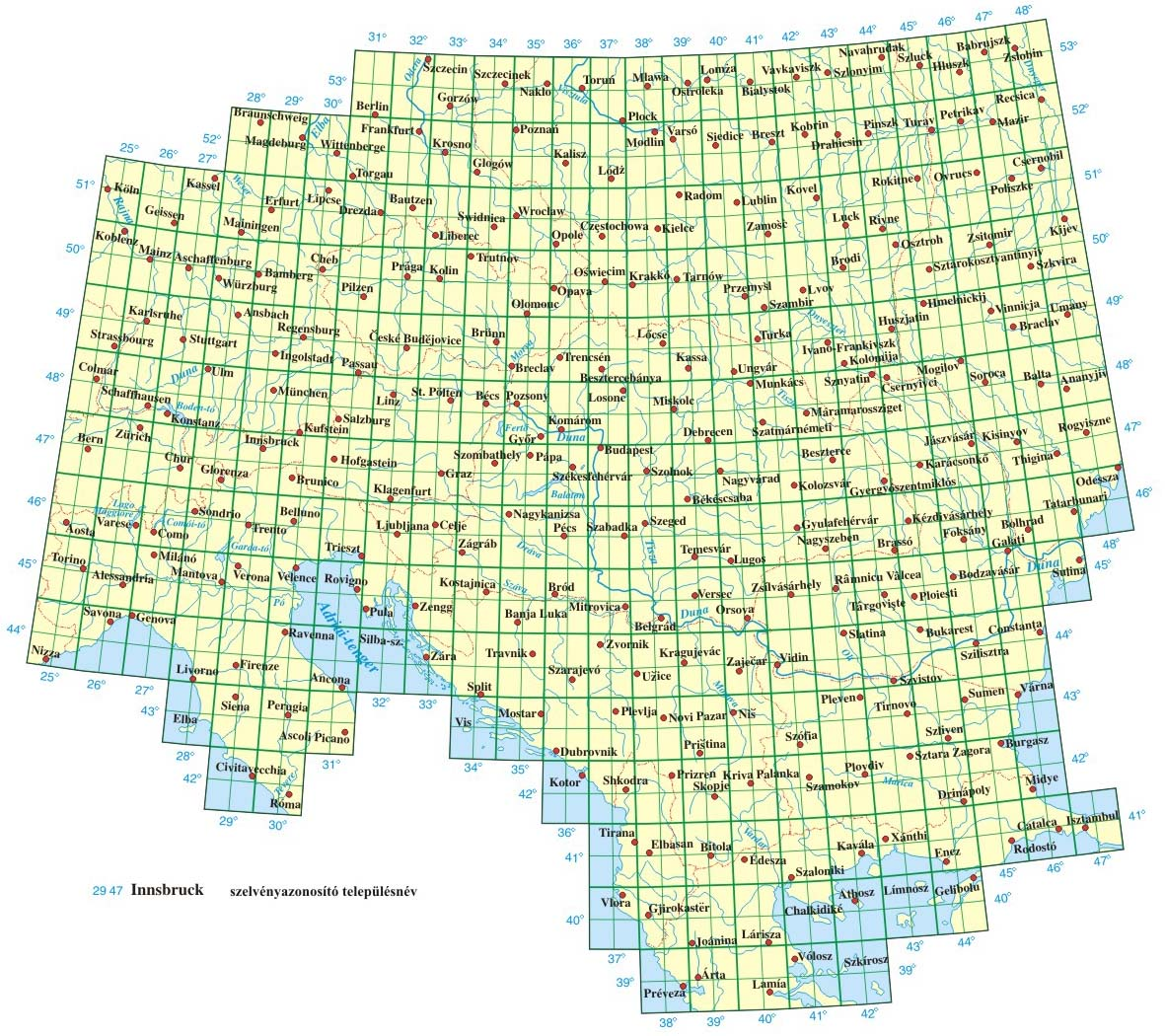
Ez a kép a térképsorozat (1:200 000) szelvénybeosztását ábrázolja

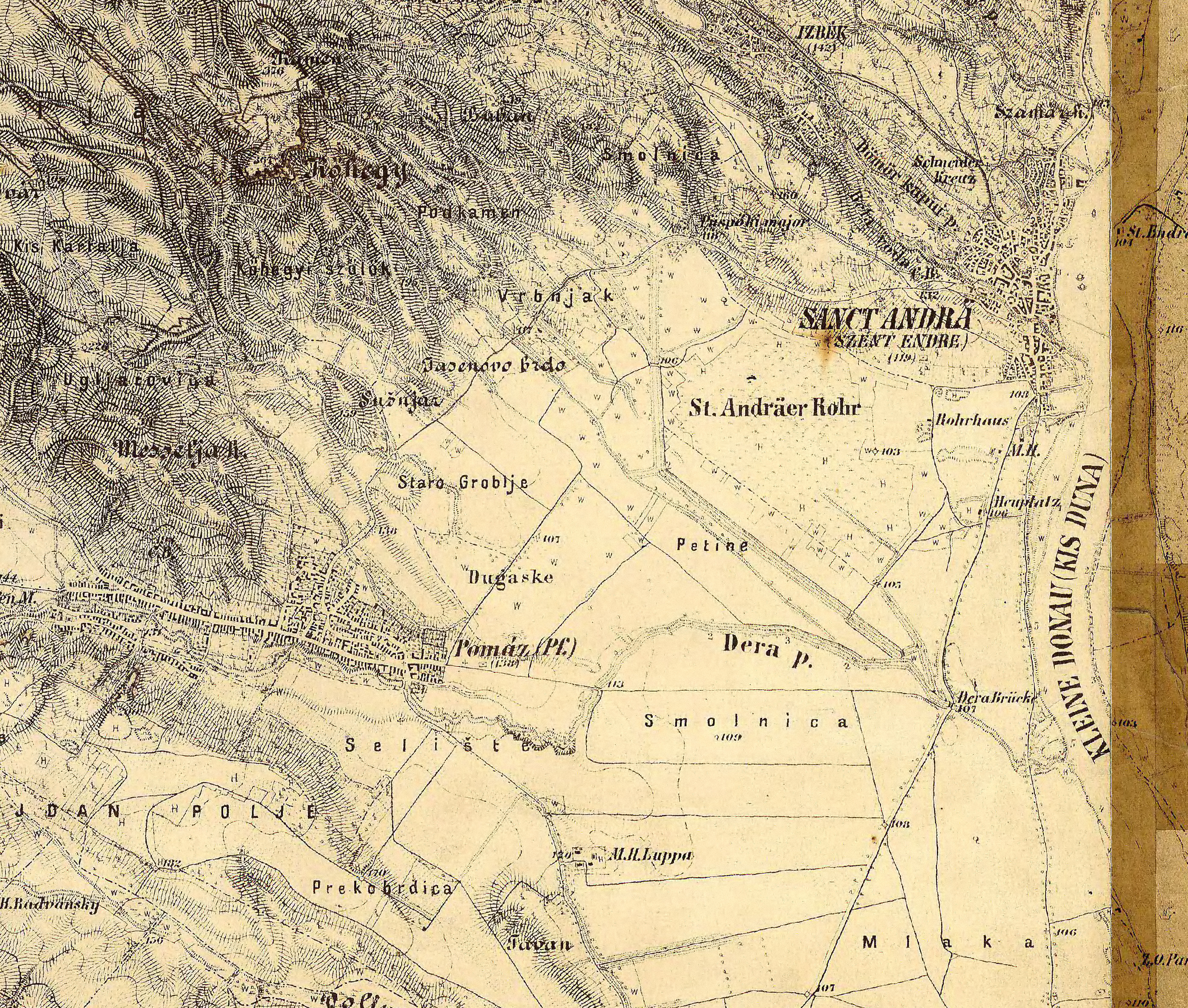
A harmadik katonai felmérés 1:25 000 méretarányú térképeinek egy részlete (Szentendre és Pomáz környéke − színezés előtti eredeti változat)

Magyarország harmadik katonai felmérése két részletben, 1869–1873 között Erdélyben, 1872–1884 között Magyarországon és a Partiumban valósult meg, az Osztrák–Magyar Monarchia utolsó nagy térképészeti vállalkozásának önálló részeként. Erdély térképezését sokszor a második felmérés részeként kezelik, de időbelileg mindenképpen a harmadikhoz tartozik.
A térképmű egészét (a teljes elkészült munkát) ferencjózsefi térképnek is szokták nevezni, csatlakozva a jozefiniánus térkép és franciskánus térkép megnevezéséhez.

## Magyarországi felmérés
A térképek már a méterrendszer bevezetése után készültek, ezért méretarányuk eltér a korábban (a jozefiniánus térképnél és a franciskánus térképnél) alkalmazott 1:28 800 méretaránytól, helyette bevezetve a katonai topográfiai térképeknél azóta is használatos 1:25 000 méretarányt. Ez az úgynevezett foktérkép, mert a szelvénykeretek egybeestek a földrajzi fokhálózattal.
Katonai jellegétől megfosztva igen hamar nyílt térkép lett, kiszínezve és domborzatárnyalással kereskedelmi forgalomba is került. Számos levezetett, elsősorban kisebb méretarányú topográfiai térképnek képezte alapját, így az 1:75 000 méretarányú országtérképnek és az 1:200 000 méretarányú áttekintő topográfiai térképnek. Az 1880-as évek kataszteri térképei is nagy mértékben támaszkodtak erre az országos jellegű és országosan egységes rendszerben készített térképműre, alapponthálózatára és főbb adataira.
A katonai topográfiai térkép a magyarországi területeken 1353 szelvényt tartalmaz. Egy szelvény mérete 76 × 55 centiméter, a szelvényen ábrázolt terület nagysága 261 km². A felméréskor az 1808 és 1861 között állandósított második háromszögelési alapponthálózatot használták fel, megfelelő alappontsűrítés mellett. Ábrázolási módjában eltér az első két felméréstől, mivel a domborzatra és vízhálózatra vonatkozó grafikus adatok kisebb jelentőségűek, ugyanakkor megjelennek rajta a fontosabb dűlőnevek, és a jelkulcsokkal ábrázolt műtárgyak. A másolatok és levezetett térképei az aktuális céloknak megfelelő módosításokkal készültek.
A térkép magassági adatokat is tartalmaz. A magasságmérések részletessége már alkalmas volt arra, hogy országos főalappontot létesítsenek Nadap település határában, 1875-ben. A nadapi főalappont alapszintjét az Adriai-tenger képezi. A helyszín kiválasztása geológiai ismereteket kívánt: a Velencei-hegység Magyarország egyik legstabilabb ősi gránitrögje.

## A katonai felmérés a többi Habsburg tartományban
1869-ben kezdődött az Osztrák-Magyar Monarchia és a Habsburg tartományok harmadik felmérése. Alig tíz év telt el a második felmérés vége óta, azonban ennek több mint ötvenéves időtartama alatt a korábban mért részek jelentősen elavultak. 1887-ben zárták le a méréseket. A Habsburgok harmadik térképezési akciója részben összefolyik a másodikkal, részben közvetlen folytatása. Morvaország és Szilézia térképe például 1876–1878 között készült el, Csehországé 1877–1880-ban.
Több, különböző méretarányú levezetett térkép készült ennek alapján, utoljára a még sokáig használatos 1:200 000 méretarányú, a teljes Habsburg Birodalmat magában foglaló áttekintő topográfiai térkép. Ezt 1910 körül adták ki, a 267 elérhető térképszelvény a Monarchia közvetlen környékét, így a korabeli Európa nagy részét is ábrázolja, Berlintől Csernobilig, Nizzától Isztambulig.